# ادری براون
ادری براون (انگلیسی: Audrey Brown; ۲۴ مهٔ ۱۹۱۳ – ۱۱ ژوئن ۲۰۰۵) دونده اهل بریتانیا بود.